# Jessie Vargas
Jessie Vargas (10 mei 1989) is een Amerikaans bokser.
Vargas is een voormalig WBA-, IBO- en WBO-kampioen in twee gewichtsklassen. Vargas vocht 140 amateurgevechten, waarvan hij er 120 won en 20 verloor. In 2008 maakte hij deel uit van het Mexicaans olympisch team. In september 2008 vocht Vargas zijn eerste professionele wedstrijd. Hij won in de eerste ronde van Joe Gonzalez.